# 左峴
左岘，字襄南，一字我庵。浙江鄞县人，清代经学家、官员。

## 生平
康熙九年（1670年）进士。曾任福建龍巖縣知縣。升工部郎中、广东提学道。
精通经学，融会各家学说。勤于抄录，手校宋元图书钞本百余种。工诗，风格沉厚。有《蜀道吟》。